# Jan van der Sluis
Jan van der Sluis (né le 29 avril 1889 à Rotterdam et mort le 19 octobre 1952 dans la même ville) est un footballeur international néerlandais. Il participe aux Jeux olympiques d'été de 1912, remportant la médaille de bronze avec les Pays-Bas.

## Biographie
Jan van der Sluis reçoit une sélection en équipe des Pays-Bas. Il s'agit d'un match disputé le 4 juillet 1912 à Solna, contre la Finlande, à l'occasion des Jeux olympiques. Lors de ce match, il inscrit un doublé. Les néerlandais s'imposent sur le large score de 0-9.

## Palmarès

### Jeux olympiques
- Jeux olympiques de 1912 :
  -  Médaille de bronze.